# Jonas Eika
Jonas Eika Rasmussen (* 1991 Haslev) je dánský spisovatel. Literárně debutoval v roce 2015 románem Lageret Huset Marie. Jeho další knihou byla sbírka povídek Efter Solen z roku 2018, za kterou následujícího roku obdržel nejprestižnější skandinávské literární ocenění, Cenu Severské rady. Byl oceněn jako nejmladší autor v historii ceny a také patrně jako nejméně známý. Při přebírání ceny přečetl plamenný projev, v němž obvinil dánskou vládu v čele se premiérkou Mette Frederiksenovou, sedící před ním v první řadě, z nacionalismu, rasismu a islamofobie. Kuriózní je, že Fredriksenová byla sociálnědemokratickou političkou vnímanou v celé Evropě jako velmi levicová a progresivistická.